# Vinterlocke
Vinterlocke (Paroligolophus agrestis) är en spindeldjursart. Vinterlocke ingår i släktet Paroligolophus, och familjen långbenslockar. Arten är reproducerande i Sverige.

## Bildgalleri

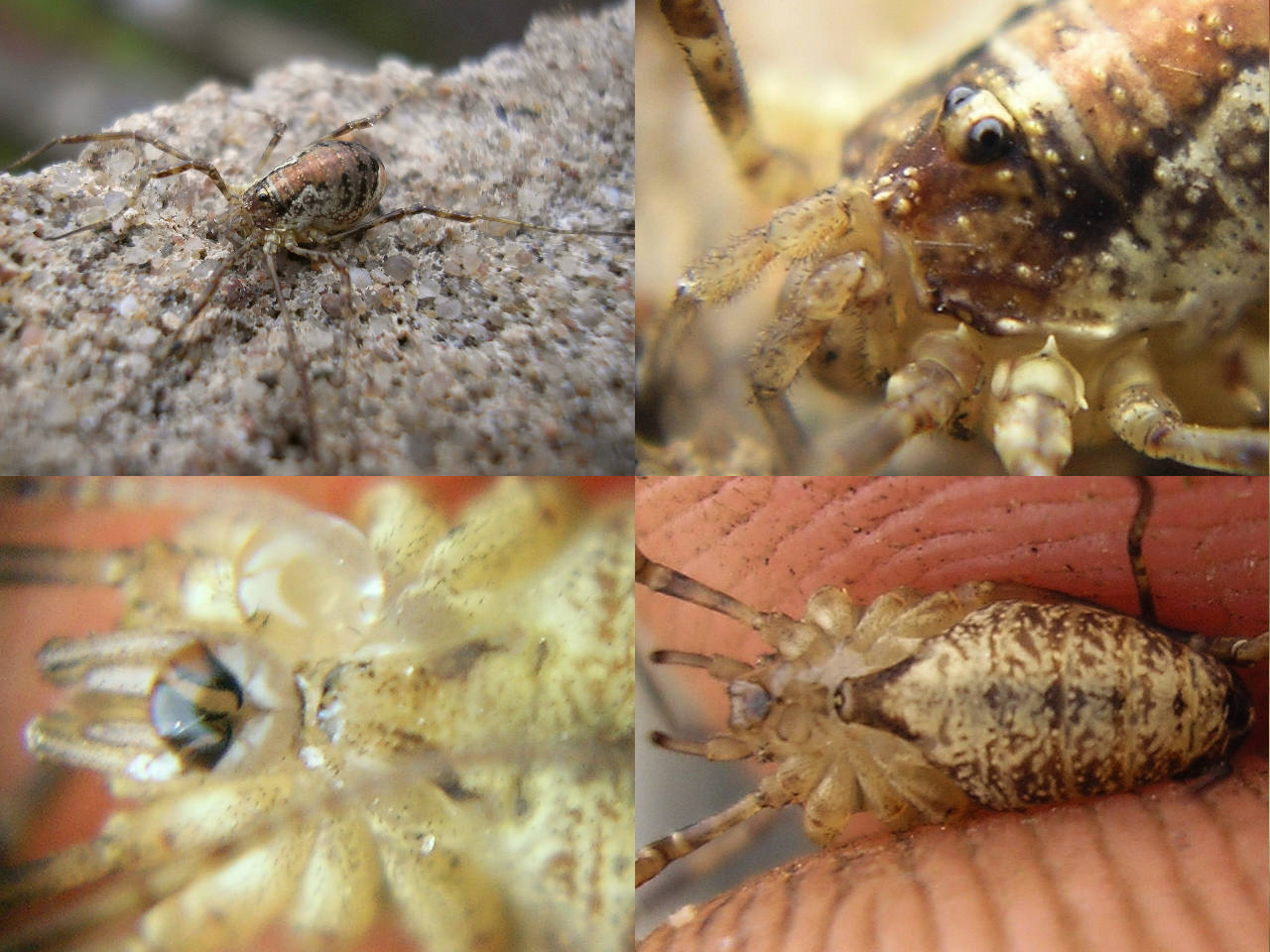
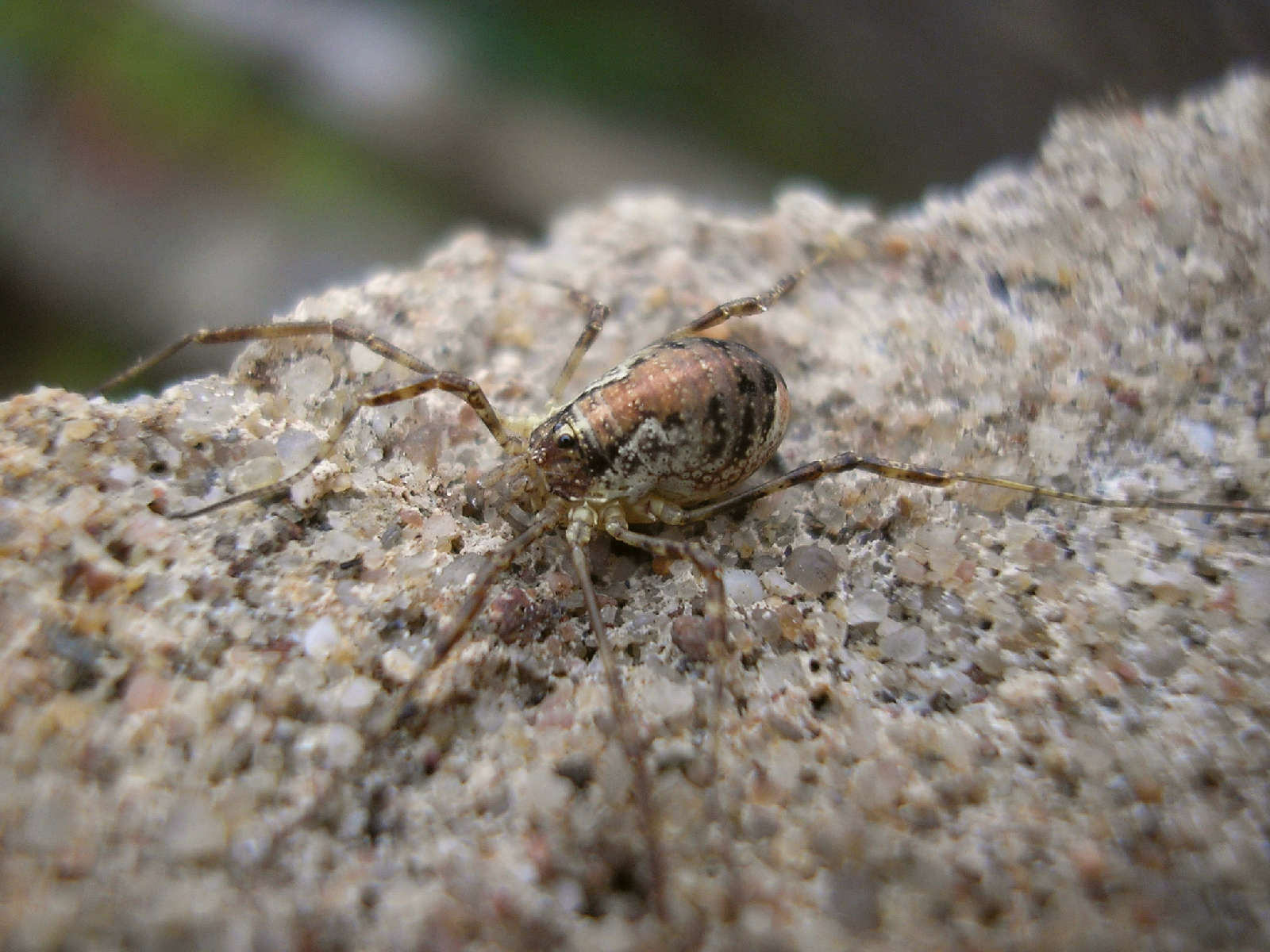
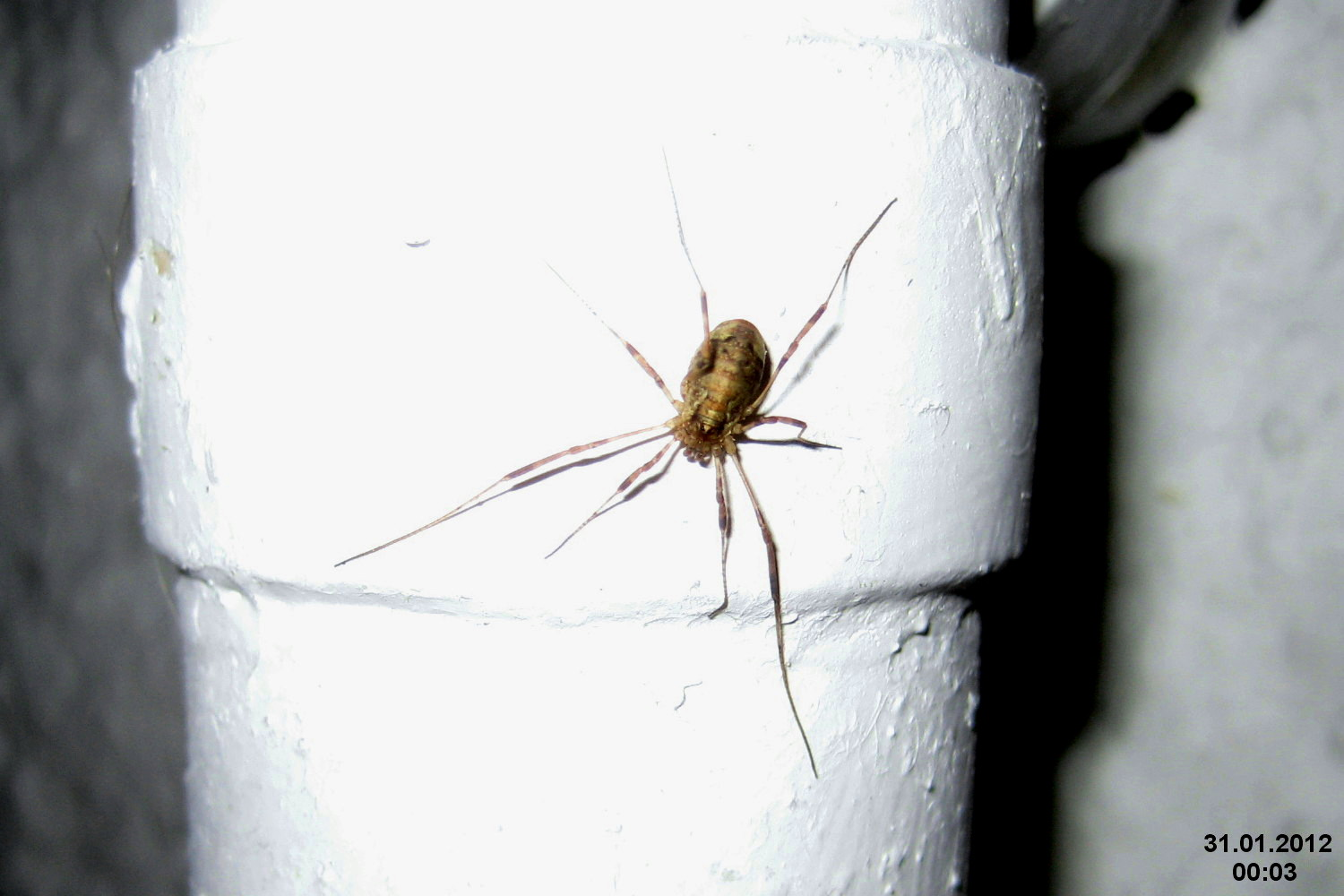